# 1777 في فرنسا
فيما يلي قوائم الأحداث التي وقعت خلال عام 1777 في فرنسا.

## سياسة

### تعيين في المنصب
- 29 يونيو – جاك نيكر وزير الاقتصاد والمالية والصناعة  [لغات أخرى]‏.

## مواليد

### يناير
- 3 يناير – إليزا بونابرت

### أبريل
- 26 أبريل – جان جاك أمانويل سديو عالم فلك فرنسي.

### مايو
- 4 مايو – لوي جاك تينار كيميائي فرنسي.

### أغسطس
- 23 أغسطس – أديلايد أميرة أورليان

### أكتوبر
- 6 أكتوبر – غيوم دوبويتران
- 11 أكتوبر – كازيمير بيرييه

### نوفمبر
- 17 نوفمبر – آدم فرانسوا جومار

### ديسمبر
- 12 ديسمبر – هنري ماري دوكروتي دي بلينفيل

## وفيات

### يناير
- 27 يناير - هوبير دي برين (مواليد 1690) قائد بحري.

### مارس
20 مارس - جان فرانسوا جوزيف دي روشوارت (مواليد 1708) كاردينال.

### يوليو
- 13 يوليو - غيوم كوستو الأصغر (مواليد 1715) نحات فرنسي.[1]

### أغسطس
- 23 أغسطس – شارل جوزيف ناتوار (مواليد 1700) رسام فرنسي.

### سبتمبر
- 25 سبتمبر – يوهان هاينغيش لامبرت (مواليد 1728)

### أكتوبر
- 6 أكتوبر – برنار دو جوسيو (مواليد 1699) عالم نبات فرنسي.